# Uluçınar, Arsuz
Uluçınar là một xã thuộc huyện Arsuz, tỉnh Hatay, Thổ Nhĩ Kỳ.